# デニス・ナイト
デニス・ナイト（Dennis Knight、1968年12月26日 - ）は、アメリカ合衆国のプロレスラー。フロリダ州オーランド出身。
アティテュード路線の黎明期から最盛期にかけてのWWFを主戦場に、ファームボーイ・ギミックのフィニアス・I・ゴッドウィン（Phineas I. Godwinn）や怪奇派のミディオン（Mideon）など、様々なキャラクターを演じた。

## 来歴
フロリダ州クリアウォーターにてバウンサーをして働きながら、スティーブ・カーンのトレーニングを受けて1988年にデビュー。地元フロリダのPWFやテネシー州メンフィスのUSWAを経て、1992年よりWCWに参戦。カウボーイ系ヒールのテックス・スラシンジャー（Tex Slazenger）を名乗り、シャンハイ・ピアースことマーク・カンタベリーとタッグチームを結成、ダイヤモンド・ダラス・ペイジとビニー・ベガスのベガス・コネクションなどと抗争した。カンタベリーが1994年にWWFに移籍してからは古巣のUSWAにて活動し、ブライアン・クリストファーやジェリー・ローラーを相手にUSWAヘビー級王座を争った。
1996年、養豚場の農夫ギミックのヘンリー・O・ゴッドウィンに扮していたカンタベリーのタッグパートナーとして、ヘンリーの「従兄弟」という設定でWWFに登場。名前のイニシャルが "HOG" （豚）となるヘンリー・O・ゴッドウィンに合わせ、自身も "PIG" となるフィニアス・I・ゴッドウィン（Phineas I. Godwinn）に改名、ヒルビリー・ジムをマネージャーに迎え、オーバーオール姿の陽気なベビーフェイスとなって活動する。同年5月19日にはニューヨークのマディソン・スクエア・ガーデンにて、スキップとジップのザ・ボディードナーズからWWF世界タッグ王座を奪取した。
翌1997年にヒールターンし、10月5日にザ・ヘッドバンガーズを破りWWF世界タッグ王座に返り咲くが、翌々日の10月7日にリージョン・オブ・ドゥームに敗れ2日間だけの戴冠に終わった。1998年8月からはそれぞれリングネームを本名に戻し、コスチュームもオーバーオールから黒スーツに変更して、サザン・ジャスティス（Southern Justice）なるバウンサー・ギミックのチームに変身。マネージャーのテネシー・リーやジェフ・ジャレットのボディーガードを務めたが、カンタベリーが頸椎を負傷してWWFを離脱、以降はシングル・プレイヤーに転向することとなった。
1999年1月、ファルークとブラッドショーのアコライツに強制的に拉致される形でジ・アンダーテイカーのミニストリー・オブ・ダークネスに加入。アンダーテイカーによって黒魔術的な儀式を施され、ミディアン（Midian）の名前を与えられる。後にミディオン（Midion）とスペリングが改められ、顔面にペイントを施した怪奇派レスラーに変身、ホルマリン漬けの眼球の標本瓶を携行し、その目玉を通して未来を予知するスースセイヤーを演じた。1999年6月21日にはコーポレート・ミニストリーのシェイン・マクマホンからWWFヨーロピアン王座のベルトを授与され欧州チャンピオンとなるが、4日後の6月25日にディーロ・ブラウンに敗れて王座から陥落、またしても短命王者で終わっている。
ミニストリー解散後はしばらく戦線を離れ、2000年下期よりブリーフ姿でストリーキングを行う変態キャラクターとなってWWFに復帰。ネイキッド・ミディオン（Naked Mideon）を名乗り、彼本来の陽気な個性を活かしたコミカルなベビーフェイスに転じた。10月22日のPPV『ノー・マーシー2000』では、元王者としてウィリアム・リーガルのWWFヨーロピアン王座に挑戦している。
WWF退団後の2001年からは地元フロリダのインディー団体に参戦しつつ、師匠のスティーブ・カーンが運営するプロレスリング・スクールにて若手選手の指導にも携わった。2005年3月13日にはTNAのPPV "Destination X 2005" に登場。WWEのダーク・マッチにも、本名のデニス・ナイト名義で時折出場していた。2012年12月1日にはウィスコンシンのインディー団体GLCW（Great Lakes Championship Wrestling）にて盟友カンタベリーと共にWCW時代のギミックを復活させ、テックス・スラシンジャー&シャンハイ・ピアースとしてアックス&スマッシュのデモリッションと対戦した。

## 得意技
- アイ・オープナー（Eye Opener）
- ハングマンズ・ネックブリーカー
- エルボー・ドロップ

## 獲得タイトル
ワールド・レスリング・フェデレーション
- WWF世界タッグ王座：2回（w / ヘンリー・O・ゴッドウィン）[4]
- WWFヨーロピアン王座：1回[6]

ユナイテッド・ステーツ・レスリング・アソシエーション
- USWAヘビー級王座：2回[2]

プロフェッショナル・レスリング・フェデレーション
- PWFタッグ王座：1回（w / ジョニー・ジャンボ・バレット）[8]